# Enicospilus ramidulops
Enicospilus ramidulops es una especie de insecto del género Enicospilus de la familia Ichneumonidae del orden Hymenoptera.

## Historia
Fue descrita científicamente por primera vez en el año 1986 por Scaramozzino.